# Last (Agitation Free)
| Recensione   | Giudizio        |
| ------------ | --------------- |
| Sputnikmusic | 4.0 (Excellent) |

Last è un album dal vivo degli Agitation Free, pubblicato dall'etichetta discografica Barclay Records nel 1976.

## Tracce
Lato A
1. Soundpool – 5:47 (Fame (Michael Günther)) – Registrato allo Studio Aquarium (stazione radio francese) nel marzo del 1973
2. Laila II – 17:08 (Fame (Michael Günther)) – Registrato allo Studio Aquarium (stazione radio francese) nel marzo del 1973

Lato B
1. Looping IV – 22:45 (Erhard Grosskopf, Fame (Michael Günther)) – Registrato nel febbraio 1974 al  Rias Berlin, stazione radio di Berlino (Germania)

Edizione CD del 2008, pubblicato dalla Revisited Records (REV 100)
1. Soundpool – 5:50 (Agitation Free)
2. Laila II – 16:52 (Agitation Free)
3. Looping IV – 22:19 (Erhard Grosskopf)
4. Schwingspule – 10:59 (Agitation Free) – Bonus Track - Registrato al TU-Mensa di Berlino (Germania) nel dicembre 1971

## Musicisti
Soundpool / Laila II
- Lutz Ulbrich - chitarra, produttore
- Jörge Schwenke - chitarra
- Michael Hoenig - sintetizzatore, organo, chitarra slide
- Michael Günther - basso
- Burghard Rausch - batteria, percussioni
- Dietmar Burmeister - batteria, percussioni
- Dominique Blanc-Franquart - mixaggio

Looping IV
- Lutz Ulbricht - chitarra
- Michael Hoenig - sintetizzatore
- Gusti Lütjens - voce modificata
- Michael Günther - basso
- Burghard Rausch - batteria
- Erhard Grosskopf - looping[3]